# منطقه فلای میانه
منطقه فلای میانه یکی از منطقه های استان غربی (پاپوآ گینه نو) واقع در کشور پاپوآ گینه نو می باشد. مرکز این منطقه بالیمو است. این منطقه خود از ۵ فرمانداری محلی تشکیل می گردد که هر فرمانداری به منظور سهولت در امر آمارگیری خود به چند بخش تقسیم می شود. طبق سرشماری سال ۲۰۰۰ میلادی جمعیت این منطقه ۵۵٬۰۲۵ نفر بوده است.

## تقسیمات
این منطقه دارای ۵ فرمانداری محلی است که اسامی آن ها به شرح زیر است:
- فرمانداری محلی شهری بالیمو

- فرمانداری محلی روستایی بامو

- فرمانداری محلی روستایی گوگودالا

- فرمانداری محلی روستایی دریاچه موری

- فرمانداری محلی روستایی نوماد